# Хюман дизайн
Хюман дизайн е езотерична практика за цялостно себеопознаване, разкриваща човешкото устройство и неговата диференциация. Това е псевдонаука от новата епоха, която представлява синтез от астрология, квантова физика, и дзин, кабала и системата на чакрите. Не е призната от съвремената наука, въпреки че твърди че ползва познания от генетиката, квантовата физика, астрономията и биохимията.
Науката е предадена от Робът Алън Кракоуър след негово мистично преживяване в Ибиса, Испания. Той чува глас, който му казва, че тази система е жизненоважна за човешкия вид. След своето преживяване Алън променя името си на Ра Уру Ху.
Хюман дизайн използва рождени данни – дата, час и място на раждане, за да изчисли диаграма, или още наречена бодиграф карта. Бодиграфът е графична илюстрация на енергийния поток в човешката система, план за това как човек функционира и взаимодейства със света. Чрез тази карта можем да опишем това, което е неизменно присъства като качества за дадената личност. Показва и темите, в които е отворен за взаимодействие, влияние и в които трупа опит.

## Профили
Съществуват общо 12 профила, всеки от който представлява нашия образ, посока в живота и начина, по който си взаимодействаме с другите.
- Профил 1/3 Изследовател/Мъченик
- Профил 1/4 Изследовател/Опортюнист
- Профил 2/4 Отшелник/Опортюнист
- Профил 2/5 Отшелник/Еретик
- Профил 3/5 Мъченик/Еретик
- Профил 3/6 Мъченик/Ролеви модел
- Профил 4/6 Опортюнист/Ролеви модел
- Профил 4/1 Опортюнист/Изследовател
- Профил 5/1 Еретик/Изследовател
- Профил 5/2 Еретик/Отшелник
- Профил 6/2 Ролеви модел/Отшелник
- Профил 6/3 Ролеви модел/Мъченик